# Mycael
Mycael Pontes Moreira, mais conhecido apenas com Mycael (Porto Velho, 12 de março de 2004) é um futebolista brasileiro que atua como goleiro. Atualmente, defende o Athletico Paranaense.
Ao receber a convocação para os Jogos Pan-Americanos de 2023 em Santiago, Mycael tornou-se o jogador com mais convocações às seleções de base com 45 (tirando uma na principal).

## Carreira

### Início
Natural de Porto Velho, Rondônia, Mycael deu os primeiros passos no futebol na área de sua casa e nas ruas, tendo entrado com 10 anos em sua primeira escolinha de futebol com a ideia de ser lateral-esquerdo primeiramente, matriculado por seu pai, apesar de ter familiares que atuavam como goleiro.
Atuando na escolinha do bairro de Areia Branca, Mycael acabou sendo deslocado para o gol após o goleiro titular não estar presente. Ao defender um pênalti e se destacar na posição, acabou sendo efetivado de goleiro. Passou por outras escolinhas de futebol como o Avaí, Rondoniense e o R1. Com 12 anos participou de uma peneira do Furacão mas acabou não passando, tendo tentado novamente um tempo depois, onde passou passou por um período de avaliações em Curitiba. Ainda voltaria a cidade natal e faria testes no Grêmio e no Flamengo, mas acabou passando no Athletico, onde entrou em 2018. Nesse período, Mycael ainda atuava num clube amador de Curitiba que tinha parceria com o Furacão, o Trieste.
Em 25 de junho de 2020, assinou o seu primeiro contrato profissional com 16 anos, com validade até junho de 2023.

### Profissional
Em dezembro de 2022, foi integrado ao elenco principal do Athletico para 2023 pelo técnico Paulo Turra devido a saída do então reserva da posição, Anderson. Em março de 2023, ainda no sub-20 estendeu seu vínculo novamente, até março de 2027.

## Seleção Brasileira

### Sub-15
Foi um dos 23 convocados para a representar o Brasil no Sul-Americano Sub-15, onde foi campeão. Na final contra a Argentina, após o empate de 1–1 no tempo normal, pegou o último pênalti e ajudou o Brasil a faturar o quinto título, vencendo por 5–3.

### Sub-16
Apesar de convocado para o Torneio de Montaigu em 2020, o mesmo foi adiado devido a Pandemia de COVID-19.

### Sub-17
Em outubro de 2020, foi convocado pelo técnico Paulo Victor Gomes para um período de treinos visando Sul-Americano Sub-17 em 2021.

### Sub-18
Foi também um dos convocados para o Torneio Reveleitions Cup de 2021. Apesar do vice-campeonato, Mycael foi eleito o melhor goleiro da competição e foi titular nos três jogos do torneio.

### Sub-20
Em 19 de maio de 2023, foi convocado para o Torneio do Espírito Santo, cujo Brasil sagrou-se campeão após golear o Uruguai por 7–0. Foi um dos convocados para Sul-Americano da categoria em 2023, onde sagrou-se campeão, tendo também disputado o Mundial Sub-20.

### Sub-23
Recordista em convocações na base, integrou o elenco convocado por Ramon Menezes de 18 jogadores que representariam o Brasil no Jogos Pan-Americanos em Santiago, Chile. Foi um dos destaques na competição, pegando um pênalti na disputa de pênaltis contra o Chile (após empate de 1–1 no tempo normal) e convertendo a última cobrança, que terminou com o Brasil vencendo por 4–2 ganhando a medalha de ouro após 36 anos.
Em dezembro, foi um dos convocados para a disputa do Torneio Pré-Olímpico de 2024, na Venezuela. Essa foi sua 49ª convocação para as categorias de base.

### Principal
Obteve sua primeira convocação para a Seleção Principal em 3 de março de 2023 aos 18 anos, para um amistoso contra Marrocos no dia 25 do mesmo mês.

## Estatísticas

### Seleção Brasileira
Abaixo estão listados todos jogos e gols do futebolista pela Seleção Brasileira, desde as categorias de base. Abaixo da tabela, clique em expandir para ver a lista detalhada dos jogos de acordo com a categoria selecionada. 

#### Sub-15
| Ano   |       |      |         |
| Ano   | Jogos | Gols | Assist. |
| ----- | ----- | ---- | ------- |
| 2019  | 7     | 0    | 0       |
| Total | 7     | 0    | 0       |

|    | Data                   | Local                                                    | Placar    | Adversário | Competição                      |
| -- | ---------------------- | -------------------------------------------------------- | --------- | ---------- | ------------------------------- |
| 1. | 23 de novembro de 2019 | Campo de Desenvolvimento da Conmebol, Assunção, Paraguai | 6–0       | Bélgica    | Campeonato Sul-Americano Sub-15 |
| 2. | 25 de novembro de 2019 | Campo de Desenvolvimento da Conmebol, Assunção, Paraguai | 1–1       | Venezuela  | Campeonato Sul-Americano Sub-15 |
| 3. | 27 de novembro de 2019 | Estádio General Diaz, Assunção, Paraguai                 | 3–0       | Bolívia    | Campeonato Sul-Americano Sub-15 |
| 4. | 29 de novembro de 2019 | Campo de Desenvolvimento da Conmebol, Assunção, Paraguai | 3–0       | Peru       | Campeonato Sul-Americano Sub-15 |
| 6. | 5 de dezembro de 2019  | Estádio General Diaz, Assunção, Paraguai                 | 2–0       | Paraguai   | Campeonato Sul-Americano Sub-15 |
| 7. | 8 de dezembro de 2019  | Estádio Defensores del Chaco, Assunção, Chile            | 1–1 (5–3) | Argentina  | Campeonato Sul-Americano Sub-15 |

#### Sub-20
| Ano   |       |      |         |
| Ano   | Jogos | Gols | Assist. |
| ----- | ----- | ---- | ------- |
| 2023  | 10    | 0    | 0       |
| Total | 10    | 0    | 0       |

| Data | Local                   | Resultado                                         | Adversário | Gols                 | Competição                      |
| ---- | ----------------------- | ------------------------------------------------- | ---------- | -------------------- | ------------------------------- |
| 1.   | 23 de janeiro de 2023   | Estádio Olímpico Pascual Guerrero, Cali, Colômbia | 3–1        | Argentina            | Campeonato Sul-Americano Sub-20 |
| 2.   | 25 de janeiro de 2023   | Estádio Olímpico Pascual Guerrero, Cali, Colômbia | 1–1        | Colômbia             | Campeonato Sul-Americano Sub-20 |
| 3.   | 31 de janeiro de 2023   | Estádio El Campín, Bogotá, Colômbia               | 3–1        | Paraguai             | Campeonato Sul-Americano Sub-20 |
| 4.   | 3 de fevereiro de 2023  | Estádio Metropolitano de Techo, Bogotá, Colômbia  | 3–0        | Venezuela            | Campeonato Sul-Americano Sub-20 |
| 5.   | 6 de fevereiro de 2023  | Estádio El Campín, Bogotá, Colômbia               | 2–0        | Paraguai             | Campeonato Sul-Americano Sub-20 |
| 6.   | 9 de fevereiro de 2023  | Estádio El Campín, Bogotá, Colômbia               | 0–0        | Colômbia             | Campeonato Sul-Americano Sub-20 |
| 7.   | 12 de fevereiro de 2023 | Estádio El Campín, Bogotá, Colômbia               | 2–0        | Uruguai              | Campeonato Sul-Americano Sub-20 |
| 8.   | 21 de maio de 2023      | Estádio Malvinas Argentinas, Mendoza, Argentina   | 2–3        | Itália               | Copa do Mundo Sub-20            |
| 9.   | 24 de maio de 2023      | Estádio Malvinas Argentinas, Mendoza, Argentina   | 6–0        | República Dominicana | Copa do Mundo Sub-20            |
| 10.  | 27 de maio de 2023      | Estádio Ciudad de La Plata, La Plata, Argentina   | 2–0        | Nigéria              | Copa do Mundo Sub-20            |

#### Sub-23
| Ano   |       |      |         |
| Ano   | Jogos | Gols | Assist. |
| ----- | ----- | ---- | ------- |
| 2023  | 4     | 0    | 0       |
| 2024  | 6     | 0    | 0       |
| Total | 10    | 0    | 0       |

|     | Data                    | Local                                             | Placar    | Adversário     | Gols | Competição                         |
| --- | ----------------------- | ------------------------------------------------- | --------- | -------------- | ---- | ---------------------------------- |
| 1.  | 23 de outubro de 2023   | Estádio Elías Figueroa Brander, Valparaíso, Chile | 1–0       | Estados Unidos | 0    | Jogos Pan-Americanos               |
| 2.  | 26 de outubro de 2023   | Estádio Sausalito, Viña del Mar, Chile            | 2–0       | Colômbia       | 0    | Jogos Pan-Americanos               |
| 3.  | 1 de novembro de 2023   | Estádio Sausalito, Viña del Mar, Chile            | 1–0       | México         | 0    | Jogos Pan-Americanos               |
| 4.  | 4 de novembro de 2023   | Estádio Sausalito, Viña del Mar, Chile            | 1–1 (4–2) | Chile          | 0    | Jogos Pan-Americanos               |
| 5.  | 23 de janeiro de 2024   | Estádio Brígido Iriarte, Caracas, Venezuela       | 0–1       | Bolívia        | 0    | Torneio Pré-Olímpico Sul-Americano |
| 6.  | 26 de janeiro de 2024   | Estádio Brígido Iriarte, Caracas, Venezuela       | 2–0       | Colômbia       | 0    | Torneio Pré-Olímpico Sul-Americano |
| 7.  | 29 de janeiro de 2024   | Estádio Brígido Iriarte, Caracas, Venezuela       | 2–1       | Equador        | 0    | Torneio Pré-Olímpico Sul-Americano |
| 8.  | 5 de fevereiro de 2024  | Estádio Brígido Iriarte, Caracas, Venezuela       | 0–1       | Paraguai       | 0    | Torneio Pré-Olímpico Sul-Americano |
| 9.  | 8 de fevereiro de 2024  | Estádio Brígido Iriarte, Caracas, Venezuela       | 1–2       | Venezuela      | 0    | Torneio Pré-Olímpico Sul-Americano |
| 10. | 11 de fevereiro de 2024 | Estádio Brígido Iriarte, Caracas, Venezuela       | 0–1       | Argentina      | 0    |                                    |

## Títulos

### Athletico Paranaense
- Campeonato Paranaense: 2023 e 2024

### Seleção Brasileira

#### Sub-15
- Campeonato Sul-Americano Sub-15: 2019

#### Sub-20
- Campeonato Sul-Americano Sub-20: 2023
- Torneio Internacional de Espirito Santo: 2023

#### Sub-23
- Jogos Pan-Americanos: 2023